# 京都文化短期大学
京都文化短期大学（日语：／ Kyoto Bunka Tankidaigaku *）是过去一所位于日本京都府龟冈市的私立短期大学。

## 概要

### 简介
- 学校法人成立于1969年[1]。短期大学为于1983年开办[2]、由学校法人京都学园经营。招生到于1998年、停办于2000年[3]。招収只女学生从1983年。

### 历史
- 1983年 京都文化短期大学成立并同时设置两个学科、以下列举。
  - 经营学科
  - 文化学科
- 1998年 招生最后、次年停止招生（正式停办于2000年5月24日[3]）。

## 学校环境
- 校区：在了京都府龟冈市[注 1]

## 历任校长
- 田杉竞：第一代短期大学校长[4]。

## 组织

### 学科
- 经营学科
- 文化学科

### 专科
| - 没有 |

### 业余课程
| - 没有 |

## 相关链接
- 日本短期大学列表